# Antigua Hacienda de San Antonio Clavería
La Antigua Hacienda de San Antonio Clavería es un conjunto arquitectónico ubicado en la alcaldía Azcapotzalco de la Ciudad de México. En 1933 el edificio fue declarado monumento histórico por el Instituto Nacional de Antropología e Historia. Actualmente el edificio es la sede del Instituto Panamericano de Alta Dirección de Empresa de la Universidad Panamericana.

## Historia
La Hacienda de San Antonio Clavería surgió a finales del siglo XVII. Para finales del siglo XVIII la hacienda fue comprada por Domingo de Bustamante, un español originario de Sanlúcar de Barrameda, a un costo de 10 700 pesos. La hacienda estaba dedicada principalmente a la agricultura, especialmente alcultivo de maíz y trigo. También producía carne y cuero de res y carnero. Tras la muerte de Bustamante, se encargó la valuación de sus bienes al arquitecto Francisco Antonio de Guerrero y Torres, que hizo esta descripción de la hacienda:

La Hacienda se compone de casa, patio con portales, dos caballerizas, cuatro cuartos, dos cocheras, una covacha, una accesoria, otro cuarto, una galera grande, un corral de bueyes contiguo a una huerta, pasadizo que sale a un corral,donde trai una troje: siguen dos patios, cada uno con dos macheros cubiertos de tejamanil y una troje... otros dos cuartos uno de aperos y otro de dato, un patio con trece cuartos o rancho para gañanes, y tres presas grandes para aperos.

En el patio principal se halla una escalera de dos tramos sobre alfardas de madera que desemboca en dos corredores cubiertos y en dos viviendas, la que cae a lo principal de la calle se compone de capilla o Oratorio, asistencia, sala, Gabinete, dos recamaras, quarto de mozas, corredores, cocina y un quarto que
se ha hundido su techo, toda esta vivienda se halla con las maderas altas vencidas... y aun las bajas con maderas en que se conoce que es toda esta obra más antigua que la interior.

La otra vivienda se compone de dos salas, dos recamaras, cuarto de mozas, corredor, un mirador, dispensa, cocina y azotea.
Francisco Antonio de Guerrero y Torres

La hacienda fue descrita por el historiador Manuel Romero de Terreros a inicios del siglo XX como «un buen ejemplar de la arquitectura doméstico-rural de las postrimerías del Virreinato». El 6 de enero de 1933 fue declarado monumento histórico por el Instituto Nacional de Antropología e Historia. En 1951 el edificio recibió trabajos de restauración.